# 廣輝電子
廣輝電子股份有限公司（英語：Quanta Display Inc.）是台灣的TFT-LCD面板大廠之一，董事長兼總經理為林百里。
在與友達光電合併之前，廣輝電子曾上市於臺灣證券交易所。

## 概要
廣輝電子成立於1999年，由林百里創辦的廣達電腦所投資成立，並於2002年在台灣證券交易所股票上市。
主要生產TFT-LCD面板，設廠原因是因為廣達電腦生產筆記型電腦，為有穩定的TFT-LCD面板供應，因此與日本的夏普公司技術合作成立生產面板的工廠。
廣輝電子在桃園市龜山區華亞科技園區及桃園市龍潭區龍潭科技園區有設廠。
2006年4月7日，友達光電宣布與廣輝電子合併，前者為存續公司，後者為消滅公司。合併後的友達光電將佔有近20%的TFT-LCD面板市場。